# Emilie Zumsteeg

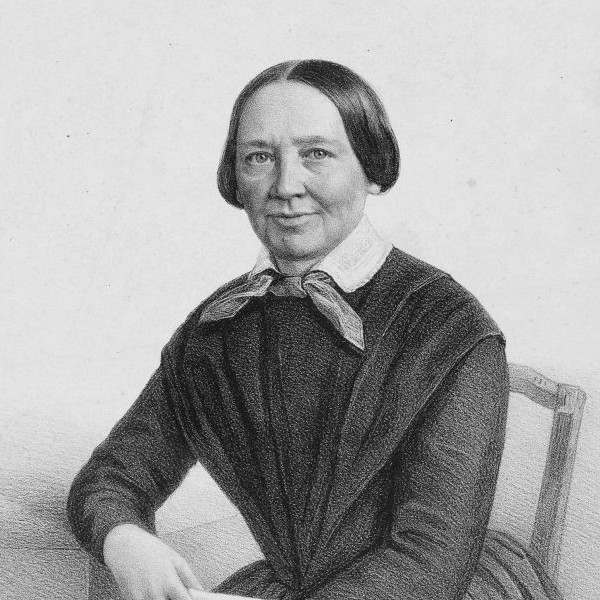
Bestand:Hörprobe-1 Morgenfreude.oggEen van de liederen die Zumsteeg componeerde: Morgenfreude (1:31)

Emilie Zumsteeg (Stuttgart, 9 december 1796 – aldaar, 1 augustus 1857) was een Duits koordirigente, componiste, zangeres, en pianist.

## Biografie
Zumsteeg werd geboren in Stuttgart. In deze stad bracht ze haar hele leven door. Ze was de dochter van Luise Andreä Zumsteeg (1760-1837) en componist Johann Rudolf Zumsteeg (1760-1802). Het koppel had 7 kinderen. Haar vader, die een van de populairste componisten van zijn tijd en regio was, stierf toen Emilie slechts 6 jaar oud was. Haar moeder runde een muziekwinkel. Hierdoor werd Emilie's interesse in muziek gevoed.
Als kind studeerde Zumsteeg piano bij Schlick en muziektheorie bij Whilhem Sutor. Ze was zeer vlot in zichtspelen en had een fijne altstem. In haar jeugd trad ze op als zangeres en pianist tijdens de Stuttgart Museumskonzerte. Als volwassene omringde ze zichzelf met getalenteerde muzikanten en dichters. Haar interesse in literatuur vormde de basis voor haar liederen, welke de grootste bron van haar goede reputatie vormden.

## Oeuvre
Zumsteeg componeerde onder meer 60 liederen, een ouverture, pianowerken, 3 polonaises en geestelijke koorwerken. Haar Trois polonaises werden in 1821 uitgebracht. Ze kregen positieve recensies in de Allgemeine musikalische Zeitung.
Ze was voornamelijk bekend vanwege haar liederen. Deze genoten zowel binnen als buiten Duitsland een grote populariteit. Een van haar liederen werd later gebruikt door Russisch leider Ivan Prokhanov en werd hierdoor bekend als het Lied der Gevangenen.
In 1830 stichtte Zumsteeg het eerste vrouwenkoor van Württemberg. Ze verdiende haar brood als leerkracht zang en piano en was leidinggevend lid van de Verein Für Klassische Kirchenmusik. In 1842 haalde haar zesde opus Lieder het nationale nieuws. Het werk kreeg een positieve recensie in Allgemeine musikalische Zeitung.
Zumsteegs werk was zeer innovatief voor haar tijd. Doordat haar eigen stem een uitgebreide ambitus had, waren haar vocale werken avontuurlijk van aard. Deze hadden vaak een grotere vocale reikwijdte dan gewoonlijk was. Haar vierde opus, een vroege liedcollectie getiteld Sechs Lieder, bestond uit eenvoudige, strofische liederen. Deze tonen occasionele Italiaanse invloeden, zoals bijvoorbeeld in het tweede lied Morgenständchen. Haar originaliteit is te zien in haar Neun Lieder, in het lied Ich denke Dein en in de kamermuziekachtige zetting van het lied Des Freundes Wunsch. Twee van haar liederen zijn opgenomen in de reeks Frauen komponieren. Zumsteegs oeuvre wordt gezien als een mogelijke invloed voor bekende componisten als Franz Schubert.
- Bibliothèque nationale de France: cb148048368 (data)
- Gemeinsame Normdatei: 102411182
- International Standard Name Identifier: 0000 0000 5521 7793
- Library of Congress Control Number: no2001047037
- MusicBrainz: 60853ea6-9eba-4673-b51a-e5eecf80bbbe
- Nederlandse Thesaurus van Auteursnamen: 108131394
- SNAC: w6834cbw
- Virtual International Authority File: 66730618
- WorldCat: E39PBJcwx9yvXXJ43Y67vP9kXd